# Museo del capriolo
Il Museo del capriolo è un museo naturalistico dedicato al capriolo situato nel comune di Bisegna (AQ), in Abruzzo.

## Storia e descrizione

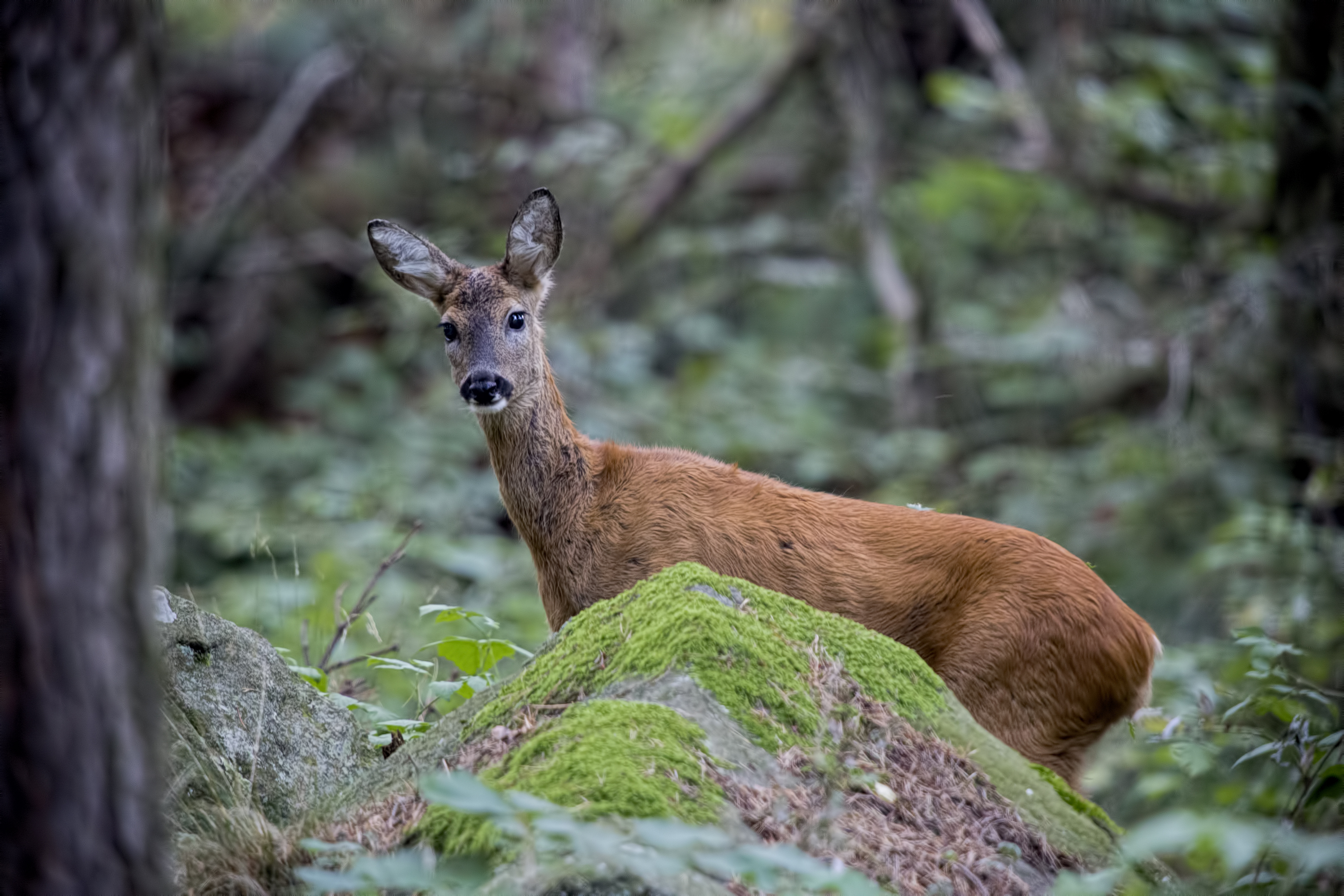
Il capriolo

Il museo, inaugurato il 2 maggio 2010 in occasione della riapertura dell'area faunistica riservata al capriolo, si trova lungo la strada provinciale n. 17 che in area urbana acquisisce il nome di via Roma. Lo spazio espositivo, dedicato a uno degli animali simbolo del parco nazionale d'Abruzzo, Lazio e Molise, permette di conoscere le caratteristiche, le abitudini e l'evoluzione del capriolo, attraverso documenti scientifici, pannelli informativi e diorami. In una delle sale è stato collocato un esemplare imbalsamato e sono esposti i calchi con le impronte dell'ungulato. In occasione delle visite di scolaresche o di gruppi scouts vengono proiettati filmati che riguardano gli animali che popolano l'area protetta, in particolare il capriolo.
Nella zona esterna un breve sentiero conduce all'area faunistica riservata ai caprioli che vivono in stato di semilibertà. Altri sentieri naturalistici e storico-culturali permettono di effettuare le escursioni a piedi o in mountain bike verso le località di Valle della Fossa e Valle delle Prata, lungo il gruppo montuoso della Montagna Grande dove la flora si caratterizza per la presenza di una faggeta, di aceri, di pini e dei meli della valle del Giovenco.